# Spinasteron ludwigi
Spinasteron ludwigi är en spindelart som beskrevs av Baehr och Churchill 2003. Spinasteron ludwigi ingår i släktet Spinasteron och familjen Zodariidae.
Artens utbredningsområde är Northern Territory, Australien. Inga underarter finns listade i Catalogue of Life.